# Teiichi Matsumaru
Teiichi Matsumaru (松丸 貞一, Matsumaru Teiichi, Tokio, 28 februari 1909 – 6 januari 1997) was een Japans voetballer die als middenvelder speelde.

## Clubcarrière
Matsumaru speelde voor Keio BRB en Tokyo OB Club. Matsumaru veroverde er in 1932, 1933 en 1936 de Beker van de keizer.

## Japans voetbalelftal
Teiichi Matsumaru maakte op 13 mei 1934 zijn debuut in het Japans voetbalelftal tijdens een Spelen van het Verre Oosten tegen Nederlands-Indië. Teiichi Matsumaru debuteerde in 1934 in het Japans nationaal elftal en speelde 3 interlands.

## Statistieken
| Japans voetbalelftal | Japans voetbalelftal | Japans voetbalelftal |
| Jaar                 | Wed.                 | Dlp.                 |
| -------------------- | -------------------- | -------------------- |
| 1934                 | 3                    | 0                    |
| Totaal               | 3                    | 0                    |